# Дејвид Хол
Дејвид Хол (енгл. David Connolly "Dave" Hall; Шербрук 1. мај 1875 — Сијетл, 27. мај 1972) амерички атлетичар, који се такмичио у трчању на 800 м и 1.500 м.
На Летњим олимпијским играма 1900 у Паризу, освојио је бронзану медаљу у трци на 800 м. У квалификацијама је био најбржи и поставио олимпијски рекорд са 1:59,0. У финалу је имао хендикеп. До пола трке био је на другом месту када је изгубио патику и упркос томе трку је завршио као трећи. Његово време није познато, али у извештајима стоји да је за победником заостао 8 јарди, па је процењено да би му време могло бити 2:03,8. Време из квалификација остало је као олимпијски рекорд до следећих игара. У другој дисциплини на овим Играма трци на 1.500 м није поновио успех из прве трке, био је четврти са два јарда заостатка из трећепласираног.
После дипломирања на Универзитету Браун у Провиденсу, Дејвид Хол је специјализацију завршио на Универзитету у Чикагу 1903. и докторирао из Медицинском факултету 1907. Предавао је две године на Универзитету у Оклахоми, а затим отишао на Универзитет у Вашингтону као професор хигијене. Године 1918. био је пуковник, задужен за медицинске трупе на италијанском фронту. По повратку у Вашингтон наставио је са радом на унивезитету и после 39 година предавања, повукао се 1947. године.
Умро је у Сијетлу 1972. у 97 години живота.